# اینسو کیم برگ
اینسو کیم برگ (به انگلیسی: Insoo Kim Berg)
(۲۵ ژوئیه ۱۹۴۳–۱۰ ژانویه ۲۰۰۷) روان درمان گر کره ای - آمریکایی بود که یکی از پیشگامان درمان راه حل مدار کوتاه مدت بود. او روان درمانی، مشاوره، نظارت و مربی گری را با مفاهیمی همچون راه حل مدار و درمان کوتاه مدت تحت تأثیر قرار داد. او در سال ۱۹۷۸، همراه با همسرش استیو د شازر، مرکز خانواده درمانی کوتاه مدت (FTCB) را در میلواکی پایه‌گذاری کردند. او ده کتاب منتشر کرد که بسیار مورد تحسین واقع شدند. اینسو کیم برگ ۱۶ ماه بعد از مرگ د شازر در سپتامبر ۲۰۰۵ درگذشت.  

## زندگی‌نامه
برگ در سال ۱۹۳۴ در کره متولد و بزرگ شد و متخصص دارو سازی در دانشگاه زنان اهوا در سئول شد. انتخاب او برای تحصیل در رشته داروسازی تحت تأثیر خانواده اش، که در زمینه تولید دارو فعالیت می‌کردند، بود. او در سال ۱۹۵۷ برای ادامه تحصیل در رشته داروسازی به دانشگاه ویسکانسین در میلواکی آمد.  
بعد از تغییر علاقه اش به خدمات اجتماعی، به روان درمانی علاقه‌مند شد. او در مؤسسه روان تحقیقات (MRI) با همسر آینده اش استیو د شازر ملاقات کرد.  
در مرکز خدمات خانواده میلواکی او آغاز به کار در حرفه دوم خود کرد.  
او فردی بسیار سخت کوش بود و از کارش لذت می‌برد. در زندگی شخصی خود از طیف گسترده‌ای از فعالیت‌های بدنی از جمله، پیاده‌روی روزانه، تمرینات کششی و باغبانی لذت می‌برد.  
همسر او، استیو د شازر، در سپتامبر ۲۰۰۵ در وین، اتریش درگذشت. اینسو کیم برگ ۱۶ ماه بعد در میلواکی درگذشت. اینسو کیم برگ صاحب یک دختر، سارا کی. برگ، از ازدواج اول خود با چالرز اچ. برگ بود.  

## مرکز خانواده درمانی کوتاه مدت (BFTC)
در سال ۱۹۷۸، برگ همراه با همسرش مرکز خانواده درمانی کوتاه مدت را پایه‌گذاری کردند.  

## درمان کوتاه مدت
"به جای حل مشکل، ما بر ساختن راه حل تأکید می‌کنیم؛ که همانند بازی با کلمات به نظر می‌رسد، اما عمیقاً الگوی متفاوتی است"